# Гиппострат (военачальник)
Гиппострат (др.-греч. Ἱππόστρατος) — военачальник на службе Антигона Одноглазого
Предположительно, Гиппострат происходил из знатного фессалийского рода Алевадов. Такой вывод историки делают исходя из одной афинской надписи, где был удостоен почестей соратник сына Антигона Деметрия Полиоркета Оксифемид. На этом основании В. Диттенбергер идентифицировал Гиппострата братом высокопоставленного военачальника Антигона Медия, сына Оксифемида, и, соответственно, сыном Оксифемида, так как в Древней Греции было принято называть старшего сына в честь деда. Так как Медий, сын Оксифемида, принадлежал к знатному правящему фессалийскому роду Алевадов, то и Гиппострат был по происхождению фессалийцем. В. Хеккель отмечает, что такая идентификация не является бесспорной. Данный Гиппострат, военачальник Антигона, мог быть македонянином, тёзкой отца Оксифемида.
После казни Пифона в 316/315 году до н. э. Антигон назначил новым сатрапом Мидии Оронтобата. Р. Биллоуз отмечает, что назначение сатрапом местного уроженца, а не грека или македонянина, возможно, было частью политики Антигона по замирению важной и неспокойной провинции. Также, назначение местного уроженца сатрапом действия которого контролировал стратег-македонянин было практикой ещё Александра Македонского. Оронтобат из лагеря Антигона отправился в Мидию в сопровождении стратега Гиппострата с войском в 3500 наёмников. Такая мера была обусловлена популярностью Пифона в регионе, сторонники которого восстали после известия об его казни.
Диодор Сицилийский упоминает о поражении Гиппострата и Оронтобата от повстанцев под командованием Мелеагра, Менета и Окрана. Возможно, во время этого сражения Гиппострат погиб. Затем македонянам удалось собрать силы и разгромить войско повстанцев. Более имя Гиппострата уже нигде не упоминается, а при описании событий 311 года до н. э. стратегом мидийского контингента войск Антигона фигурирует Никанор. По мнению В. Хеккеля, Никанор скорее всего сменил Гиппострата на его посту вскоре после назначения. Из этого историк делает вывод, что вероятность родства Гиппострата и одного из ближайших приближённых Антигона Медия крайне низка.
Историк В. Отто не исключал идентичности Гиппострата-стратега Антигона с Гиппостратом, сыном Гиппомеда, приближённым Лисимаха.